# مستقبل ذوقي
مُسْتَقْبِلَةٌ ذَوقِيَّة هو نوع من المستقبلات الخلوية التي تسهل الإحساس بالطعام. عندما يدخل الطعام أو المواد الأخرى إلى الفم، تتفاعل الجزيئات مع اللعاب وترتبط بمستقبلات التذوق في تجويف الفم والمواقع الأخرى. تعتبر الجزيئات التي تعطي إحساسًا بالطعام«اللذة». 

## روابط خارجية
- "A Novel Family of Mammalian Taste Receptors - An Investigative Review". Davidson College Biology Department. 2000. مؤرشف من الأصل في 2020-05-13. اطلع عليه بتاريخ 2008-08-11.
- taste+receptors,+type+1 في المكتبة الوطنية الأمريكية للطب نظام فهرسة المواضيع الطبية (MeSH).

- taste+receptors,+type+2 في المكتبة الوطنية الأمريكية للطب نظام فهرسة المواضيع الطبية (MeSH).